# Петровка (Ферзиковський район)
Петровка (рос. Петровка) — присілок в Ферзиковському районі Калузької області Російської Федерації.
Населення становить 5 осіб. Входить до складу муніципального утворення село Ферзиково.

## Історія
Від 2004 року входить до складу муніципального утворення село Ферзиково

## Населення
| 2002 | 2010 | 2011 |
| ---- | ---- | ---- |
| 9    | ↘7   | ↘5   |